# Comissió Militar Central (Xina)
La Comissió Militar Central de la República Popular de la Xina, comunament coneguda com la Comissió Militar Central, Comissió Militar o CMC, és el terme referit a la màxima direcció militar del Partit Comunista de la Xina (PCX) i les forces armades de la República Popular de la Xina. La Comissió opera sota els dos següents noms:
- Comissió Militar Central del Partit Comunista de la Xina
- Comissió Militar Central de la República Popular de la Xina

Sota l'ordenació d'"una organització amb dos noms", ambdues comissions tenen personal, organització i funció idèntiques, i operen sota els sistemes de partit i d'estat. La jerarquia paral·lela de la comissió permet al PCX supervisar les activitats polítiques i militars de l'Exèrcit Popular d'Alliberament (PLA), incloent el nomenament de directrius, el desplegaments de tropes i despeses armamentístiques.
Pel que fa a l'organització, la Comissió del PCX és creada i destituïda pel Comitè Central del PCX, en canvi la Comissió Nacional és elegida i revocada per l'Assemblea Popular Nacional i és responsable davant l'Assemblea Popular Nacional i el seu Comitè Permanent.
La CMC està presidit per Xi Jinping, el secretari general del Partit Comunista Xinès. Gairebé tots els membres són alts càrrecs del partit i l'estat, però els més importants sempre han estat ocupats pels més alts dirigents del partit per assegurar la lleialtat de les forces armades. La CMC controla més de 6,8 milions de persones.
Físicament, la CMC es troba al recinte del Ministeri de Defensa Nacional ("Edifici 1 d'agost o "Vuit-U") a l'oest de Pequín.

## Història
El comitè militar es remunta a l'octubre de 1925 i, tot i que funcionava sota diversos graus d'autoritat i responsabilitat, es va anomenar Comissió Militar Central del PCX. La comissió ocupa una posició més alta a la jerarquia del partit que departaments com el d'Organització o els Departaments del Front Unit. El 1937 la Comissió Militar Central Revolucionària del PCX es va crear després que l'Exèrcit Roig Xinès de la República Soviètica de la Xina s'integrés a l'exèrcit del Kuomintang durant la guerra sinojaponesa i,durant el 7è Congrés del Partit el 1945, presidit per Mao Zedong, va evolucionar a la Comissió Militar Central actual.
Amb la reorganització de setembre de 1949 el lideratge militar va ser transferit a un organisme governamental, la Comissió Militar Popular Revolucionària del Govern Popular Central. La coexistència de dues comissions militars es va establir el 1954, quan es va restablir la Comissió Militar Central del PCX, mentre que l'autoritat militar de l'estat s'anomenaria Consell de Defensa Nacional de la República Popular de la Xina i seria presidida pel president d'acord amb la Constitució de 1954.
Com que Mao Zedong també era el president del Partit Comunista de la Xina i dirigia els afers militars en el seu conjunt, el treball diari del CMC del Partit i Nacional requeia sobre la figura del primer vicepresident, càrrec que van ocupar Lin Biao, fins a la seva mort el 1971, i Ye Jianying. Com a conseqüència de la Revolució Cultural, la CMC es va convertir en l'únic òrgan de supervisió militar i el Consell de Defensa Nacional va ser abolit el 1975.
Els esforços de Deng Xiaoping per separar institucionalment el PCX i l'estat van portar a la creació de l'actual CMC estatal, que va ser creada el 1982 amb la Constitució de la Xina per tal de formalitzar el paper de l'exèrcit dins de l'estructura governamental. Tant la Comissió de Defensa Nacional com la CMC estatal van ser qualificats d'òrgans "consultius". Contràriament a la Comissió de Defensa Nacional, però, els CMC del Partit i de l'Estat són gairebé idèntics en lideratge, composició i poders.
La Comissió va incloure el càrrec de secretari general fins al 1992. Aquest càrrec va ser ocupat per Yang Shangkun (1945–1954), Huang Kecheng (1954–1959), Luo Ruiqing (1959–1966), Ye Jianying (1966–1977), Luo Ruiqing (1977–1979), Geng Biao (1979–1979). 1981), Yang Shangkun (1981–1989) i Yang Baibing (1989–1992).
El 2016, els 4 departaments generals tradicionals es van dissoldre per ordre del president Xi Jinping i en el seu lloc es van crear 15 departaments nous com a part de la modernització en curs del PLA.

## Estructura de comandaments
A diferència de la majoria de països, la Comissió Militar Central no és l'equivalent organitzatiu d'altres ministeris governamentals. Tot i que la Xina té un Ministeri de Defensa Nacional, dirigit pel ministre de Defensa Nacional, existeix únicament com a enllaç entre militars estrangers i no té autoritat de comandament.
La cadena de comandament va des del CMC està formada per 15 departaments generals (Departament d'Estat Major, Departament de Treball Polític, Departament de Suport Logístic, Departament de Desenvolupament d'Equipaments) i les seves branques de servei (Forces terrestres, marines i aèries). A més, el CMC també té control directe sobre les Forces de míssils del PLA, les Forces de Suport Estratègic, la Universitat de Defensa Nacional i l'Acadèmia de Ciències Militars. Tal com s'estipula a la Llei de Defensa Nacional de 1997, la CMC també controla la Policia Armada Popular (PAP), que té la funció de protegir els edificis governamentals clau (inclòs el principal complex de lideratge de Zhongnanhai a Pequín), la resposta armada de delinqüents, emergències i tasques de socors en cas d'emergències. La Guàrdia Costanera de la Xina (CCG) i la força de la milícia també estan sota el control del CMC. El CMC compartia l'autoritat de comandament de la Policia Armada amb el Consell d'Estat, a través del Ministeri de Seguretat Pública.
Tot i que en teoria el CMC té la màxima autoritat de comandament militar, en realitat el poder de decisió final sobre la guerra, les forces armades i la defensa nacional resideix en el Politburó del PCC. El CMC sol estar presidit pel secretari general del PCX. Els membres del CMC solien incloure els caps dels quatre departaments generals del PLA i els comandants de la Força Terrestre, la Força Aèria, la Marina i la Força de Coets, però actualment només s'inclouen el ministre de Defensa Nacional, el cap de l'Estat Major Conjunt, el director de Treball Polític i el secretari d'Inspecció de Disciplina.

## Estructura política
Les forces armades de la Xina també tenen un departament d'estat major conjunt, un departament de treball polític, un departament de suport logístic i un departament de desenvolupament d'equips, que implementa les directrius de la Comissió Militar Central. Juntament amb el secretari general del Partit Comunista i primer ministre del Consell d'Estat, el president de la Comissió Militar Central és un dels líders polítics més poderosos de la Xina.
La presidència de la CMC va ser ocupada dues vegades en la seva història per un alt funcionari que havia renunciat als seus altres càrrecs: per Deng a finals dels anys vuitanta i per Jiang a principis dels anys 2000. En el cas de Deng Xiaoping, a causa del seu prestigi, va poder exercir un poder considerable després de la seva jubilació, en part per haver ocupat el càrrec de president del CMC. Es va especular que Jiang Zemin hauria pogut mantenir una autoritat similar després de la seva retirada dels càrrecs de secretari general i president, però finalment Jiang no va poder fer-ho. Un factor important és que, a diferència de Deng Xiaoping, que sempre va tenir relacions estretes amb l'Exèrcit Popular d'Alliberament (PLA), Jiang no tenia experiència militars. A més, amb la promoció de la quarta generació de líders que liderarien el partit, també hi va haver promocions de caps militars. Tots els membres militars del CMC provenen de la generació d'Hu Jintao més que no pas de la de Jiang i, en el moment de la transició de lideratge, van aparèixer alguns editorials molt contundents d'oficials militars que suggerien que l'exèrcit tindria fortes objeccions al fet que Jiang intentés exercir poder.
Finalment, Jiang va renunciar al seu càrrec com a president de la Comissió Militar Central del partit el setembre de 2004 i va cedir la posició a Hu Jintao, i de la comissió estatal al març de 2005, consolidant la posició de Hu com a líder suprem. No obstant això, Jiang havia nomenat dos generals que mantenien bones relacions amb ell, Xu Caihou i Guo Boxiong, per als càrrecs de vicepresident, mantenint influència a través d'ells a costa d Hu. A diferència de Deng i Jiang, Hu va renunciar al seu lloc de CMC juntament amb els seus altres càrrecs de lideratge en favor del seu successor Xi Jinping.
En el sistema polític tripartit estat-partit-militar de la Xina, el mateix CMC és un òrgan de presa de decisions quotidianes no tant transparent com els del Comitè Central o el Consell d'Estat. Com a un dels tres principals òrgans de presa de decisions de la Xina, la influència relativa del CMC pot variar segons el període i els líders. En cas de guerra o crisi política, per exemple, el CMC podria funcionar com un executiu de facto dels afers quotidians del país.
Les protestes de Tiananmen de 1989, per exemple, il·lustren el funcionament de la Comissió Militar Central. El president del CMC, Deng Xiaoping, va imposar la llei marcial i l'ús de soldats armats per reprimir les manifestacions desarmades a Pequín.
La Biblioteca del Congrés diu dels dos CMC: "La Comissió Militar Central de l'estat era l'òrgan de decisió de l'estat en els afers militars i dirigia i comandava les forces armades. La Comissió Militar Central de l'estat estava formada pel president, que era el comandant en cap de les forces armades, un vicepresident executiu, dos vicepresidents i quatre membres més. Com que el PLA ha estat sota control del partit des dels seus inicis, el lideratge del partit sobre els militars no va canviar amb l'establiment de la Comissió Militar Central estatal. Encara que el lideratge paral·lel va desdibuixar la distinció entre els dos grups, la Comissió Militar Central del partit va mantenir la seva posició tradicional i preeminent a càrrec dels afers militars".

## Elecció dels membres
Teòricament, el CMC del PCX és elegit pel Comitè Central del Partit Comunista Xinès i està subordinat al Politburó del PCX i al Comitè Permanent del Politburó (CPBP). A la pràctica, la pertinença està molt controlada pel CPBP.
De la mateixa manera, el CMC estatal és elegit de iure per l'Assemblea Popular Nacional i, teòricament, depèn del Congrés, però a la pràctica no es pot distingir del CMC del PCX. Aquesta diferència en les eleccions també és l'única diferència entre els dos òrgans, ja que els òrgans del partit, com el congrés del partit i el Comitè Central, es reuneixen en moments diferents que l'Assemblea. Per exemple, alguns membres van ser elegits pel CMC del Partit al 16è Congrés Nacional del Partit Comunista Xinès el novembre de 2002, però van entrar al CMC estatal el març de 2003, quan es va convocar el 10è Congrés Nacional del Poble.
Els membres són generalment comandants militars uniformats, excepte el president i el primer vicepresident, que són membres del Politburó en els últims anys. Els militars generalment no són membres del Comitè Permanent del Politburó ni del Consell d'Estat fora del ministre de Defensa Nacional, encara que tots solen ser membres del Partit Comunista i són membres del Comitè Central. Aparentment, els militars són escollits amb procediments de promoció regulars dins de l'Exèrcit.

## Membres
La composició de l'actual Comissió Militar Central del Partit Comunista es va determinar en el 20è Congrés del Partit celebrat l'octubre de 2022; la comissió estatal espera la confirmació a l'Assemblea Popular Nacional del 2023.
President del Partit CMC

 Xi Jinping, també secretari general del Partit Comunista Xinès, president de la República Popular de la Xina
Vicepresidents del Partit CMC (2)

1. General Zhang Youxia, membre del 19è Politburo i del 20è Politburo
2. General He Weidong, membre del 20e Politburo

Membres del CMC del partit (4)

1. General Li Shangfu
2. General Liu Zhenli
3. Almirall Miao Hua
4. General Zhang Shengmin

President de la CMC estatal

 Xi Jinping, també secretari general del Partit Comunista Xinès, president de la República Popular de la Xina
Vicepresidents estatals de CMC (2)

1. General de la Força Aèria Xu Qiliang, membre del 19è Politburó, líder adjunt executiu del grup líder de la CMC per a la defensa nacional i la reforma militar
2. General Zhang Youxia,[9] Membre del 19è Politburó, cap adjunt del grup líder de la CMC per a la defensa nacional i la reforma militar

Membres de la CMC estatal (4)

1. General Wei Fenghe, conseller d'Estat i ministre de Defensa Nacional
2. General Li Zuocheng, cap de l'estat major conjunt
3. Almirall Miao Hua, director del Departament de Treball Polític de la CMC
4. General Zhang Shengmin, secretari de la Comissió d'Inspecció de Disciplina del CMC, també secretari adjunt de la Comissió Central d'Inspecció de Disciplina del PCX